# Harry Fritz
Pour les articles homonymes, voir Fritz.
Harry Fritz, né le 19 février 1951 à Yuma et mort le 2 mai 2025, est un joueur de tennis canado-américain.
Membre de l'équipe canadienne de Coupe Davis en 1982, il s'est distingué en battant le Vénézuélien Jorge Andrew en six heures et 100 jeux sur le score de 16-14, 11-9, 9-11, 4-6, 11-9. Il s'agit du plus long match en termes de jeux disputés depuis l'ère Open (battu par le match Isner - Mahut en 2010).
Son seul fait d'armes sur le circuit professionnel est d'avoir disputé la finale du tournoi de Lagos en 1980.
Il est l'oncle du joueur de tennis Taylor Fritz.

## Palmarès

### Finale en simple messieurs
| No | Date       | Nom et lieu du tournoi            | Catégorie | Dotation | Surface      | Vainqueur   | Score         |  |
| -- | ---------- | --------------------------------- | --------- | -------- | ------------ | ----------- | ------------- |  |
| 1  | 25-02-1980 | Tournoi de tennis de Lagos, Lagos |           | 50 000 $ | Terre (ext.) | Peter Feigl | 6-2, 6-3, 6-2 |  |

## Parcours dans les tournois duGrand Chelem

### En simple
| Année | Open d'Australie | Open d'Australie | Internationaux de France | Internationaux de France | Wimbledon | Wimbledon | US Open         | US Open     |
| ----- | ---------------- | ---------------- | ------------------------ | ------------------------ | --------- | --------- | --------------- | ----------- |
| 1980  | —                | —                | —                        | —                        | —         | —         | 1er tour (1/64) | V. Amritraj |

N.B. : à droite du résultat se trouve le nom de l'ultime adversaire.

### En double
| Année | Open d'Australie                                                                 | Open d'Australie | Internationaux de France | Internationaux de France | Wimbledon                                                                        | Wimbledon | US Open                                                                            | US Open |
| ----- | -------------------------------------------------------------------------------- | ---------------- | ------------------------ | ------------------------ | -------------------------------------------------------------------------------- | --------- | ---------------------------------------------------------------------------------- | ------- |
| 1973  | —                                                                                | —                | —                        | —                        | 1er tour (1/32) G. Fritz \|\| style="text-align:left;" \| D. Bohrnstedt W. Brown | —         | —                                                                                  |         |
| 1977  | —                                                                                | —                | —                        | —                        | —                                                                                | —         | 1er tour (1/32) D. Power \|\| style="text-align:left;" \| M. Edmondson J. Marks    |         |
| 1978  | 1er tour (1/32) S. Docherty \|\| style="text-align:left;" \| C. Dibley C. Kachel | —                | —                        | —                        | —                                                                                | —         | —                                                                                  |         |
| 1979  | —                                                                                | —                | —                        | —                        | —                                                                                | —         | 1er tour (1/32) W. Blocher \|\| style="text-align:left;" \| J. Newcombe J. Turpin  |         |
| 1980  | —                                                                                | —                | —                        | —                        | —                                                                                | —         | 1er tour (1/32) M. Fishbach \|\| style="text-align:left;" \| S. Davis B. Testerman |         |
| 1981  | —                                                                                | —                | —                        | —                        | —                                                                                | —         | 2e tour (1/16) S. Docherty \|\| style="text-align:left;" \| J. Newcombe F. Stolle  |         |

N.B. : le nom du ou de la partenaire se trouve sous le résultat ; le nom des ultimes adversaires se trouve à droite.